# 釜石鉱山鉄道C1 20形蒸気機関車
釜石鉱山鉄道C1 20形蒸気機関車（かまいしこうざんてつどうC1 20がたじょうききかんしゃ）は、釜石鉱山鉄道で使用された蒸気機関車の1形式である。1933年より製造が開始され、1965年3月28日の釜石鉱山鉄道線廃止まで32年にわたって同鉄道線の主力機関車として重用された。なお、形式称号は軸配置（日本国鉄式）および自重（トン数）を組み合わせたものである。

## 概要
1910年の蒸気動力への転換以降、釜石鉱山鉄道では10t - 15t級のタンク式蒸気機関車を順次導入していた。15t級機は762mm軌間の軽便鉄道向けとしては相応の大型機であったが、1930年代に入り満州事変などの影響で鉄鉱石輸送需要が急増していた釜石鉱山鉄道においては輸送力強化が求められる中、これらの牽引力不足が目立つようになっていた。そこで、釜石鉱山鉄道本線の輸送力強化のため強力な20t級新型機関車の新造が決定され、以下の順で9両が製造された。
1933年発注
201・202
日本車輌製造本店製
1939年発注
203
本江機械製作所製
1941年発注
204 - 207
帝国鋳鋼所製
1942年発注
208・209
立山重工業製
これらは1943年2月の209竣工をもって合計9両が出揃い、釜石鉱山の鉄鉱石輸送に重用された。
その基本設計は201・202の製造を担当した日本車輌製造がこれらと同時期に製作していた650形、およびその基本となった同じ日本車輌製造製の600形や日立製作所製の610形を筆頭とする、朝鮮鉄道黄海線向けとして量産された、一連の軸配置を1C1とした25t～30t級762mm軌間用タンク式蒸気機関車シリーズに多くを負っている。

## 構造
軌間762mm、運転整備重量20t、動軸軸距1,170mm+1,170mmで軸配置C1の、日本国内（内地）で使用された軽便鉄道用蒸気機関車としては最大級の寸法を誇る、飽和式単式2気筒サイドタンク機である。
前述の通り、その基本設計は朝鮮鉄道黄海線650形などに由来し、弁装置周辺のレイアウトや、ボイラーの第1・第2缶胴部など、設計や寸法が酷似する部分が散見される。
もっとも、旅客列車牽引用として設計され、軸配置1C1で動輪径もより大型(940mm)であった650形とは異なり、建築限界や軸重の制約が厳しく、しかも最大勾配36パーミルという急勾配線で編成の総重量が160tを超える重量級の鉱石列車を牽引すべく設計された本形式では、動輪径が800mmとされ、火床面積も1.32m2から1.02m2へ縮小されてその分火室の奥行きが縮小されるなど、むしろ650形の基本となった610形などに近い寸法となっており、構造面はともかく外観については、基本設計を担当した日本車輌製造製の650形ではなく、日立製作所製の610形や雨宮製作所製の620形などの他社製先行機種との類似性の高いデザインとなっている。
ボイラーは第1缶胴に蒸気溜を、第2缶胴に砂箱を置く一般的な設計の狭火室ストレートボイラーである。ただし、762mm軌間故に幅が狭い火床を第3動輪の後ろに大きく張り出して従輪で重い火室部分を支える構造とすることで、火床の奥行きが約1.5mと深くなる問題はあるものの所定の火床面積と出力を得る設計となっている。
このボイラーは上述の通り、飽和式として設計されたものであるが、1953年から1954年にかけて輸送力強化の一環として福島県の協三工業でシュミット式過熱装置を製作して煙管部に取り付け、軽便鉄道用機関車としては異例の過熱式に改造されている。この結果牽引力が約45%向上し、燃料消費量において40%の節減をみた。
従輪は車輪径560mmで第3動輪との間の軸距が1,670mmとなっている。これらの間は上バネ式の配置となっている両車輪の軸受担いバネ同士が釣合梁によって連結されており、従輪に荷重を一定比率で負担させると共に軌道状態への追従を容易としている。なお、ブレーキシリンダーは火室火床部側面のこの釣合梁直上に設置されており、運転台の手ブレーキ装置からのテコと共にブレーキテコによって3つの動輪に設けられた片押し式踏面シューブレーキを作用させる設計となっている。
外観は、直径996mmと太いボイラーに、前方を斜めに削った高さ1,200mmと背の高いサイドタンク、そしてそれに押し上げられるようにして小さな側窓や妻窓が設けられ、さらに車両限界の制約から低く抑えられた屋根高さの運転台、と産業用機関車らしい無骨さと強力機らしい威圧感を兼ね備えた、軽便鉄道向けらしからぬ重厚な造形である。また、後年になってボイラー上の砂箱後部に併燃用の大型重油タンクが追加されたことで、威圧感や重量感が更に増している。
煙突は201 - 203・208・209は工作が簡単な通常のテーパー付きパイプ煙突であるが、帝国鋳鋼所製の204 - 207に限っては優美な化粧煙突が与えられており、機能主義的で無骨な造形の中にあって異彩を放っていた。
弁装置は大型機関車で一般的なワルシャート式で、シリンダブロックは煙突の中心線よりやや後退した位置に取り付けられており、シリンダからの排気管は弁室前面から突き出したものを折り曲げて垂直に立ち上げ、それを煙室内のブラストノズルまで導くというヨーロッパ製機関車で広く用いられていた配管の取り回しが行われている。これも朝鮮鉄道黄海線向け機関車で採られていた設計手法を援用したものであり、台枠寸法の許す範囲で最大のボイラーサイズを確保し、なおかつシリンダブロックや動軸を適切な位置に配置するための設計である。
連結器は釜石鉱山鉄道の標準に従い左右にバッファを備えたねじ式連結器が備えられていたが、これは後に牽引力増大を図るべく国鉄制式の並形自動連結器を3/4サイズに縮小した小型自動連結器への交換が実施されている。
ブレーキは当初、手ブレーキと共にボイラーからの蒸気圧によって駆動される蒸気ブレーキを備えていたが、これも後の改造で空気圧縮機とエアータンクを左右のサイドタンク前部に振り分けて搭載し、自動空気ブレーキを追設した。この改造によりブレーキ管が連結される貨車にも引き通され、各貨車でもブレーキを作用させることでより確実な制動力の確保と、これによる保安性の向上が図られている。また、砂箱からの撒砂管は第1動輪前方と第3動輪後方に導かれ、左右合計4本が設置されている。

## 運用
竣工後、本形式は既存の15t級機と併用される形で釜石 - 大橋間の本線貨物列車牽引に投入され、戦中戦後を通じて同線の主力機として昼夜を分かたず重用され続けた。
その後過熱式に改造することにより従来の飽和式では6両を必要としていたものが4両（飽和式1両予備）で済むことになった。1950年代後半には輸送量の減少で201 - 205が廃車となった。206-209が残った形になったが実際は202と206、205と208は各々振替えられていた。このため、元205である208には帝国鋳造所で製造された本形式の特徴である、鋳造化粧煙突が最後まで残されていた。
その後、製鉄所構内鉄道にはディーゼル機関車の導入が開始されたが、急勾配区間の続く本線運用を代替することは叶わなかった。そのため、本線貨物列車牽引は1965年3月28日の釜石鉱山鉄道線廃止まで、本形式4両が担い続けることとなった。

## 保存
釜石鉱山鉄道の全線廃止後、不要となった本形式は順次廃車解体された。だが、ラストナンバーにして1965年3月28日の最終列車を牽引した209（立山重工業製）は記念物として釜石市内の富士製鐵釜石製鉄所健康保険組合小川体育館の屋外で静態保存され、富士製鐵の新日本製鐵への改組後も引き続き同地で保存されていた。
現在は1985年7月に新設された釜石市立鉄の歴史館に移設され、同館屋外にて保存展示されている。

## 同系機
本形式は軽便鉄道向けでは大型であったため、同系機種は本形式の設計の基本となった朝鮮鉄道黄海線向けの機種を別にすると、内地向けでは沖縄県営鉄道20形20号（1942年3月、本江機械製作所製）が存在する程度に留まっている。